# Roberto Poljak
Roberto Juan Poljak (* 17. September 1932 in Buenos Aires; † 30. Mai 2019 in Baltimore County) war ein argentinischer Biophysiker und Immunologe.
Poljak studierte am Colegio Nacional de Quilmes mit dem Bachelor-Abschluss 1949, an der Universität Buenos Aires (Facultad de Ciencias Naturales) mit dem Master-Abschluss 1954 und wurde 1956 an der Universität La Plata promoviert. Von 1958 bis 1960 war er am Massachusetts Institute of Technology und von 1960 bis 1962 am Davy Faraday Research Laboratory. Danach war er Professor an der Johns Hopkins University (ab 1972 mit voller Professur für Biophysik). Ab 1981 war er Professor am Institut Pasteur in Paris, Leiter des Labors für strukturelle Immunologie, schließlich ab 1992 Professor an der University of Maryland und Direktor des Center for Advanced Research in Biotechnology in Rockville.
In den 1970er-Jahren bestimmte er als Erster die dreidimensionale Struktur eines Antikörpers. Am Institut Pasteur klärte er 1986 mit Kollegen die dreidimensionale Struktur der Kontaktstelle von Antikörpern und Antigenen.
Ab 1986 war er auch Honorarprofessor an der Universität Buenos Aires.
1989 erhielt er den Louis-Jeantet-Preis und 1991 den Lección Conmemorativa Jiménez Díaz-Preis.